# Хуан Веласко Альварадо
Хуан Франсіско Веласко Альварадо (ісп. Juan Francisco Velasco Alvarado; 16 червня 1910, Пьюра — 24 грудня 1977, Ліма) — перуанський військовий і політичний діяч лівого спрямування. Очолював Перу в 1968—1975 роках як президент революційної хунти.

## Біографія
Народився у місті Пьюра на північному узбережжі Перу у родині дрібного державного службовця. Крім нього, в сім'ї ще було 10 дітей, згодом Веласко Альварадо описував своє дитинство як «гідна бідність».
У 1929 році він вступив на службу в перуанську армію як рядовий. За відзнаки у службі та за відмінну дисципліну був відібраний для навчання у військовому училищі Чоррільос, яке закінчив найкращим у своєму випуску. В 1944 році здобув вищу військову освіту, закінчивши Вище військове училище (з 1946 викладав в ньому тактику).
1952 року очолив військове училище, потім училище сухопутних військ, потім штаб 4-го Військово-навчального центру Перу (1955—1958). З 1959 року бригадний генерал. Військовий аташе Перу в Парижі в 1962—1965 роках. З січня 1968 — командувач сухопутних військ і голова Об'єднаного командування збройних сил.

## Військовий переворот та диктатура
Оскільки президент Белаунде не мав більшості в Конгресі, його влада не була достатньо ефективною, а сам він часто вступав у конфлікти з парламентом, що не додавало стабільності у суспільстві.
У серпні 1968 року адміністрація президента Белаунде заявила про врегулювання давньої суперечки з компанією «Стандарт Ойл оф Нью-Джерсі» (зараз бренд належить ExxonMobil). Але в перуанської громадськості викликав гнів факт виплати компанії компенсації, що змусило уряд піти у відставку. Ще більшою причиною гніву стала зникла сторінка договору з компанією, де містилася обіцянка виплат; сторінку з підписом президента було знайдено та показано по телебаченню.
О 2-й ночі 3 жовтня 1968 року танки бронетанкової дивізії підійшли до президентського палацу в Лімі і група офіцерів під командуванням полковника Гальєгоса Венеро заарештувала президента. Операція закінчилася швидко і без жодного пострілу. Через кілька годин до армійських частин, що повстали, приєдналися підрозділи ВПС і морська ескадра, що стояла в Кальяо. Експрезидента негайно вислали до Аргентини.
Увечері 3 жовтня оголошено, що військова хунта у складі командувачів усіх видів військ обрала президентом генерала Хуана Веласко Альварадо.
Керівники перевороту на чолі з Веласко Альварадо назвали свою адміністрацію Революційним урядом збройних сил. Прем'єр-міністром та військовим міністром був генерал Ернесто Монтаньє Санчес. В ім'я інституційної згуртованості військові досягли компромісу: представники ВМФ, ВПС та армії поділили між собою міністерські пости.
Політичний режим у Перу був формою військову диктатуру: парламент було розпущено, дія конституції припинено, законодавча і виконавча влада належала президенту. Президент та уряд призначалися військовою хунтою, влада на місцях (префектури всіх департаментів) також перейшла до рук військових.